# Palacio Salvo
Palacio Salvo este o clădire din Montevideo, Uruguay, situată la intersecția dintre bulevardul 18 de Julio și Plaza Independencia. A fost proiectat de arhitectul Mario Palanti, un imigrant italian care locuia în Buenos Aires, care a folosit un design similar pentru Palacio Barolo din Buenos Aires, Argentina. Terminat în 1928, Palacio Salvo are 100 de metri înălțime, incluzând și antena. A fost cea mai înaltă clădire din America Latină pentru o perioadă scurtă de timp.
Locul unde s-a construit a fost cumpărat de frații Salvo pentru 650.000 pesos uruguayeni. A fost construită pe locul în care s-a aflat odată Confiteria La Giralda, un loc renumit pentru ca este locul unde Gerardo Matos Rodríguez a scris tangoul său La Cumparsita în 1917.
Specificațiile inițiale, care prezintă detaliile construcției, descriu un far în partea superioară a clădirii, far care a fost înlocuit cu un set de antene. Specificațiile menționează că „în partea de sus a turnului va fi amplasat un far produs de Salmoiraghi din Italia, cu o oglindă parabolică de 920 mm, lumina sa ajungând la aproximativ 100 km distanță și o lampă rotativă de 100 amperi.“
Clădirea era inițial destinată a fi un hotel, dar acest plan nu a funcționat și de atunci a fost ocupată de un amestec de birouri și locuințe private. Clădirea are o înălțime de 95 m. Cât timp antenele s-au aflat în vârf, înălțimea sa totală era de 100 m. Antenele au fost eliminate definitiv în noiembrie 2012.

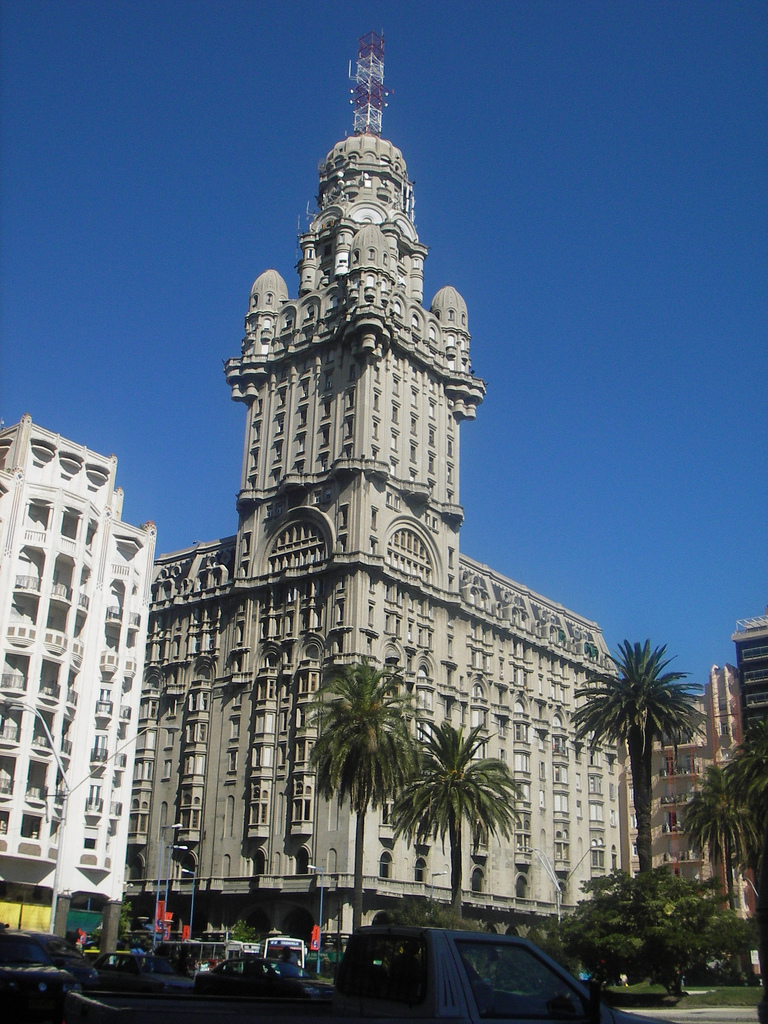
Vederea din față a clădirii înainte de îndepărtarea antenei
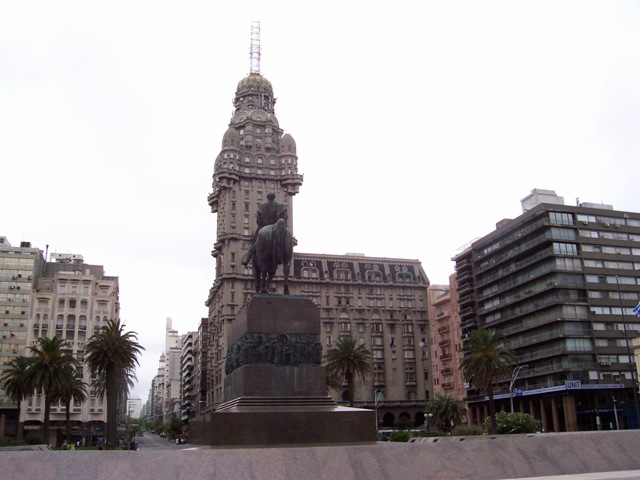
Vedere a Mausoleului Artigas, cu Palacio Salvo în fundal.
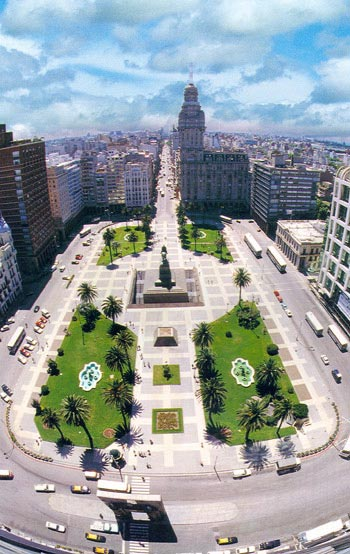
Plaza Independencia. Poarta orașului, Mausoleul Artigas și Palacio Salvo pot fi văzute în poză.